# Ischnura hastata
Ischnura hastata es  un caballito del diablo de la familia de los caballitos de alas angostas (Coenagrionidae). En América del Norte Ischnura hastata es el segundo caballito del diablo más pequeño, precedido únicamente por Ischnura capreolus. I. hastata es el único odonato del que se ha descrito reproducción partenogenética, es decir, la producción de hembras a partir de huevos sin fertilizar.

## Nombre común
- Español: caballito del diablo.

## Clasificación y descripción de la especie
El género Ischnura es posiblemente el único de la familia Coenagrionidae verdaderamente cosmopolita, sus 65 especies descritas ocurren prácticamente en cualquier lugar donde se encuentren odonatos. En América existen veinte especies que se distribuyen desde el sur de Canadá hasta el norte de la Patagonia. Algunas de las especies de este género son extremadamente abundantes, esto aunado a sus periodos de vuelo relativamente largos, hábitos sedentarios y policromía en las hembras, hace del grupo uno de los mejores estudiados en América. Esta especie fue originalmente descrita a partir de ejemplares de Indiana (E.U.A.). La  cabeza y el  tórax son verdes con marcas negras cubriendo la mayor parte del dorso. El  abdomen es negro dorsalmente en los segmentos 1-3, y de color naranja a partir del segmento 3, los segmentos 4-6 tienen manchas negras dorso apicales.

## Distribución de la especie
Esta especie se localiza en el suroeste de Canadá, E.U.A., México, Centroamérica, Antillas, Colombia, Venezuela, Surinam, Guyana, Guyana Francesa, Islas Galápagos, Ecuador e Islas Azores y España.

## Ambiente terrestre
Normalmente, se encuentra entre vegetación densa emergente, tanto en estanques como en orillas protegidas de lagos, también en escurrideros y remansos en ríos de poca corriente, a menudo donde hay poca agua inmóvil.

## Estado de conservación
No se considera dentro de ninguna categoría de riesgo.